# 2003 FH129
2003 FH129, também escrito como 2003 FH129, é um corpo celeste que é classificado como um centauro, numa classificação estendida de centauros. Ele possui uma magnitude absoluta de 8,3 e tem um diâmetro estimado de cerca de 101 km.

## Descoberta
2003 FH129 foi descoberto no dia 30 de março de 2003, pelo astrônomo Marc W. Buie.

## Órbita
A órbita de 2003 FH129 tem uma excentricidade de 0,614 e possui um semieixo maior de 71,737 UA. O seu periélio leva o mesmo a uma distância de 27,721 UA em relação ao Sol e seu afélio a 116 UA.